# Prix de la biographie de l'Académie française
Le prix de la biographie de l'Académie française est un prix littéraire français attribué depuis 1987. Le prix est parrainé par la Fondation Broquette-Gonin. Les récompenses sont des donations et quand c'est précisé des médailles de vermeil.

## Liste des lauréats

### Années 1980
- 1987 : Romain Gary de Dominique Bona
- 1988 : Luchino Visconti de Laurence Schifano
- 1989 : Clemenceau de Jean-Baptiste Duroselle

### Années 1990
- 1990 :
  - Esterhazy, ou l'envers de l'affaire Dreyfus de Marcel Thomas
  - Joseph Haydn de Marc Vignal
- 1991 : Léopold II de Georges-Henri Dumont
- 1992 : Proust de Ghislain de Diesbach
- 1993 : Élisabeth Ire d'Angleterre de Michel Duchein
- 1994 : 
  - La Dernière Favorite, Zoé du Cayla, le grand amour de Louis XVIII de Catherine Decours
  - Sir Walter Scott de Henri Suhamy
- 1995 : 
  - Malesherbes, gentilhomme des Lumières de Jean des Cars
  - Louis Massignon de Christian Destremau et Jean Moncelon
- 1996 : 
  - Jacques et Raïssa Maritain. Les mendiants du Ciel de Jean-Luc Barré
  - Agrippa d'Aubigné, le guerrier inspiré de Éric Deschodt
  - Louis XIV de Jean-Christian Petitfils
- 1997 : 
  - Paulhan le Juste de Frédéric Badré
  - Jacques Monod de Patrice Debré
  - Le Colonel De La Rocque ou les pièges du nationalisme chrétien de Jacques Nobécourt
- 1998 :
  - Sully de Bernard Barbiche
  - Molière de Roger Duchêne
  - Léon-Paul Fargue de Jean-Pierre Goujon
  - Valery Larbaud de Béatrice Mousli
- 1999 : 
  - Musset de Frank Lestringant
  - Au galop des Hussards de Christian Millau

### Années 2000
- 2000 : 
  - Un génie dévergondé, Nicolas-Edme Rétif, dit "de la Bretonne" de Jacques Cellard
  - Robert le Pieux, Le roi de l'an mil de Laurent Theis
- 2001 : 
  - Le Cardinal Dubois de Guy Chaussinand-Nogaret
  - Claude Favre de Vaugelas, mousquetaire de la langue française de André Combaz
  - Lawrence d'Arabie de André Guillaume (médaille de vermeil)
- 2002 :
  - Marie-Antoinette l'Insoumise de Simone Bertière
  - Cambacérès de Laurence Chatel de Brancion (médaille de vermeil)
  - Lope de Vega de Suzanne Varga
- 2003 :
  - Fernand de Brinon, L'aristocrate de la collaboration de M. Gibert Joseph
  - Zola (Sous le regard d'Olympia, L'homme de Germinal, L'honneur) de Henri Mitterand
- 2004 : Saint Bernard de Clairvaux de Pierre Aubé
- 2005 : Pierre-Augustin Caron de Beaumarchais de Maurice Lever
- 2006 :
  - Jules Laforgue de Jean-Jacques Lefrère
  - Paul Reynaud. Un indépendant en politique de Thibault Tellier
- 2007 : 
  - Antoine Furetière. Un précurseur des Lumières sous Louis XIV de Alain Rey
  - Pierre Mendès France de Éric Roussel
- 2008 : 
  - William Faulkner de André Bleikasten
  - Thérèse d'Avila de Joseph Pérez
- 2009 :
  - Paul Valéry de Michel Jarrety
  - Léon Gambetta. La Patrie et la République de Jean-Marie Mayeur

### Années 2010
- 2010 :
  - Apollinaire. Une biographie de guerre de Annette Becker
  - M. Marie de Médicis. La reine dévoilée de Jean-François Dubost
- 2011 :
  - François Mauriac. Biographie intime de Jean-Luc Barré
  - Madame Chiang Kai-shek. Un siècle d'histoire de la Chine de Philippe Paquet
- 2012 :
  - Rabelais de Mireille Huchon
  - Primo Levi. Le passage d'un témoin de Philippe Mesnard
- 2013 :
  - André Gide l'inquiéteur de Frank Lestringant
  - Les Lettres et la Tiare. E. S. Piccolomini, un humaniste au XVe siècle de Serge Stolf
- 2014 :
  - Jean Jaurès de Gilles Candar et Vincent Duclert
  - Saint-John Perse de Henriette Levillain
- 2015 :
  - Elsa Triolet et Lili Brik. Les sœurs insoumises de Jean-Noël Liaut
  - Pierre Herbart. L'orgueil du dépouillement de Jean-Luc Moreau
- 2016 :
  - Ernest Renan de Jean Balcou
  - Aragon de Philippe Forest
- 2017 :
  - Vergennes. La gloire de Louis XVI de Bernard de Montferrand
  - Saint-Simon de Marc Hersant
- 2018 :
  - L'abbé de Saint-Pierre. Entre classicisme et Lumières de Jean-Pierre Bois
  - Emmanuel Berl. Cavalier seul de Patrick Lienhardt et Olivier Philipponnat
- 2019 :
  - Molière de Georges Forestier
  - Caulaincourt, diplomate de Napoléon d'Olivier Varlan

### Années 2020
- 2020 :
  - Louise de Vilmorin. Une vie de bohème de Geneviève Haroche-Bouzinac
  - Pechkoff, le manchot magnifique de Guillemette de Sairigné
- 2021 :
  - Les Frères Goncourt de Jean-Louis Cabanès et Pierre Dufief
  - Paul Morand de Pauline Dreyfus
- 2022 : Georges Bernanos. La colère et la grâce de François Angelier
- 2023 : 
  - Benjamin Constant de Léonard Burnand
  - Henri VIII. La démesure au pouvoir de Cédric Michon
- 2024 :
  - Georges Perec de Claude Burgelin
  - L'Œuvre-vie d'Antonio Gramsci de Romain Descendre et Jean-Claude Zancarini